# キッズスマイルホールディングス
株式会社キッズスマイルホールディングス（キッズスマイルホールディングス、英: Kids Smile Holdings）は、東京都品川区に本社を置く株式会社。
保育園・学童を運営する。子会社は株式会社キッズスマイルプロジェクト。

## 運営施設
キッズガーデン・キッズスマイル（認可保育園）
- 東京都
  - キッズガーデン足立扇
  - キッズガーデン足立柳原
  - キッズガーデン足立綾瀬
  - キッズガーデン足立島根
  - キッズガーデン足立興野
  - キッズガーデン足立青井
  - キッズスマイル板橋東坂下
  - キッズガーデン北小岩
  - キッズガーデン南小岩
  - キッズガーデン馬込駅前
  - キッズガーデン大森駅前
  - キッズスマイル葛飾東水元
  - キッズスマイル葛飾東金町
  - キッズガーデン北区豊島
  - キッズガーデン北区滝野川
  - キッズスマイル江東大島
  - キッズスマイル江東猿江
  - キッズスマイル江東有明
  - キッズスマイル江東東砂
  - キッズスマイル江東北砂
  - キッズスマイル江東塩浜
  - キッズスマイル江東千石
  - キッズガーデン品川上大崎
  - キッズガーデン北品川
  - キッズガーデン南大井
  - キッズガーデン品川豊町
  - キッズガーデン品川西五反田
  - キッズガーデン西品川
  - キッズガーデン品川洗足
  - キッズガーデン五反田駅前
  - キッズガーデン新宿西落合
  - キッズガーデン浜田山
  - キッズガーデン杉並和泉
  - キッズガーデン杉並堀ノ内
  - キッズガーデン高円寺北
  - キッズガーデン阿佐谷南
  - キッズガーデン墨田八広
  - キッズガーデン第二墨田八広
  - キッズガーデン業平
  - キッズスマイル世田谷上馬
  - キッズスマイル世田谷千歳台
  - キッズスマイル世田谷梅丘
  - キッズガーデン南大塚
  - キッズガーデン要町
  - キッズガーデン西巣鴨
  - キッズガーデン上池袋
  - キッズガーデン中野上高田
  - キッズガーデン中野白鷺
  - キッズガーデン中野南台
  - キッズガーデン新中野駅前
  - キッズガーデン練馬関町
  - キッズガーデン文京春日
  - キッズガーデン中目黒
  - キッズガーデン上目黒
  - キッズガーデン目黒三丁目
  - キッズガーデン東小金井駅前
  - キッズガーデン武蔵小金井
  - キッズガーデン小金井桜町
  - キッズガーデン新小金井
  - キッズガーデン小金井中町
  - キッズガーデン武蔵野関前
  - キッズガーデン三鷹上連雀
  - キッズガーデン国立駅前
- 神奈川県
  - キッズガーデン川崎幸町
  - キッズガーデン川崎幸町小規模園
  - キッズガーデン横浜鶴ケ峰
  - キッズガーデン横浜最戸
  - キッズガーデン横浜磯子
- 愛知県
  - キッズガーデン植田東
  - キッズガーデン八事

キッズガーデンプレップスクール（プレスクール・幼児教室）は5園。
- 東京都
  - キッズガーデン南青山
  - キッズガーデンプレップスクール元麻布
  - キッズガーデンプレップスクール広尾
  - キッズガーデンプレップスクール代官山
  - キッズガーデンプレップスクール自由が丘

キッズガーデンアフタースクール（学童施設）は2園。
- 東京都
  - キッズガーデン南青山
  - キッズガーデンアフタースクール（キッズガーデンプレップスクール広尾）

## 沿革
- 2008年（平成20年） - 保育所その他保育施設の経営を事業目的として、株式会社キッズスマイルプロジェクトを設立。
- 2009年（平成21年） - 東京都世田谷区に当社グループ初となるプレスクール体型保育所を1園開園。
- 2012年（平成24年） - 東京都港区にプレスクール体型保育所を1園開園。
- 2014年（平成26年）
  - 東京都文京区に当社グループ初となる認可保育所を1園、東京都目黒区に小規模保育所を1園、東京都武蔵野市に当社グループ初となる東京都認証保育所を1園、東京都港区にプレスクール体型保育所を1園開園。本社を東京都世田谷区深沢から東京都港区南麻布に移転。
- 2015年（平成27年）
  - 東京都目黒区の小規模保育所を小規模認可保育所に移行、神奈川県川崎市に認可保育所を1園、小規模認可保育所を1園、東京都大田区に小規模認可保育所を1園、愛知県名古屋市に小規模認可保育所を1園、東京都品川区に認可保育所を1園、東京都大田区に認可保育所を1園、東京都豊島区に認可保育所を1園開園。
- 2016年（平成28年）
  - 東京都目黒区の小規模認可保育所を認可保育所に移行。東京都小金井市に認可保育所を1園、東京都世田谷区に認可保育所を1園、愛知県名古屋市に認可保育所を1園開園。本社を東京都港区南麻布から東京都港区麻布十番に移転。
- 2017年（平成29年）
  - 東京都武蔵野市の東京都認証保育所を認可保育所に移行。神奈川県横浜市に認可保育所を2園、東京都品川区に認可保育所を2園、東京都渋谷区にプレスクール体型保育所を1園、東京都北区に認可保育所を1園、東京都中野区に認可保育所を1園開園。本社を東京都港区麻布十番から東京都品川区西五反田に移転。
- 2018年（平成30年）
  - 東京都墨田区に認可保育所を1園、東京都品川区に認可保育所を4園、東京都世田谷区に認可保育所を1園、東京都豊島区に認可保育所を1園、東京都足立区に認可保育所を2園、東京都小金井市に認可保育所を1園、東京都三鷹市に認可保育所を1園、神奈川県横浜市に認可保育所を1園、東京都中野区に認可保育所を1園開園。株式移転により、当社を設立し、株式会社キッズスマイルプロジェクトを完全子会社化。
- 2019年（令和元年） - 東京都墨田区に認可保育所を2園、東京都杉並区に認可保育所を2園、東京都中野区に認可保育所を1園、東京都江東区に認可保育所を2園、東京都小金井市に認可保育所を1園、東京都足立区に認可保育所を1園、東京都新宿区に認可保育所を1園開園、東京都中野区に認可保育所を1園、東京都北区に認可保育所を1園開園、東京都豊島区に認可保育所を1園、東京都目黒区に認可保育所を1園開園。東京都渋谷区に幼児教室を1園開校、
- 2020年（令和2年） - 東京都江東区に認可保育所を3園、東京都葛飾区に認可保育所を1園、東京都足立区に認可保育所を3園、東京都品川区に認可保育所を1園、東京都国分寺市に認可保育所を1園、東京都豊島区に認可保育所を1園、東京都目黒区に認可保育所を1園開園。
- 2021年（令和3年）- 東京都港区に学童施設を1校開校、東京都板橋区に認可保育所を1園、東京都江戸川区に認可保育所を1園、東京都葛飾区に認可保育所を1園、東京都江東区に認可保育所を2園、東京都杉並区に認可保育所を2園、東京都世田谷区に認可保育所を1園、東京都小金井市に認可保育所を1園開園、東京都港区にプレスクール一体型保育施設を1施設開設。
- 2022年（令和4年） - 東京都港区に学童施設を1校開校、東京都杉並区に認可保育所を1園、東京都小金井市に認可保育所を1園、東京都江戸川区に認可保育所を1園開園。
- 2023年（令和5年） - 東京都墨田区にグローバルスクールを1校開校、東京都練馬区に認可保育所を1園開園。